# استرالیای جنوبی
استرالیای جنوبی (در انگلیسی: South Australia) یکی از ایالتهای کشور استرالیا است که در جنوب این کشور قرار دارد. مرکز استرالیای جنوبی شهر آدلاید است. این ایالت با تمام ایالت‌های استرالیا غیر از تاسمانی مرز مشترک دارد و از جنوب به اقیانوس منجمد جنوبی، از غرب به ایالت استرالیای غربی، از شمال به سرزمین شمالی، از شمال شرق به کوئینزلند و از شرق به ایالت ویکتوریا و نیو ساوت ولز محدود است.

## تاریخ
این جزیره در سال ۱۶۲۷ توسط دریانوردان هلندی مشاهده شد اما تا دو قرن بعد مورد توجه قرار نگرفت. در سال ۱۸۳۴ دولت بریتانیا قانونی تصویب کرد که به موجب آن استرالیای جنوبی به عنوان ایالتی مستقل شناخته شد و کم‌کم ساکنان آزاد (و نه محکومین) به آنجا رفته و شهر آدلاید را پایه‌گذاری کردند.

## جغرافیا و جمعیت

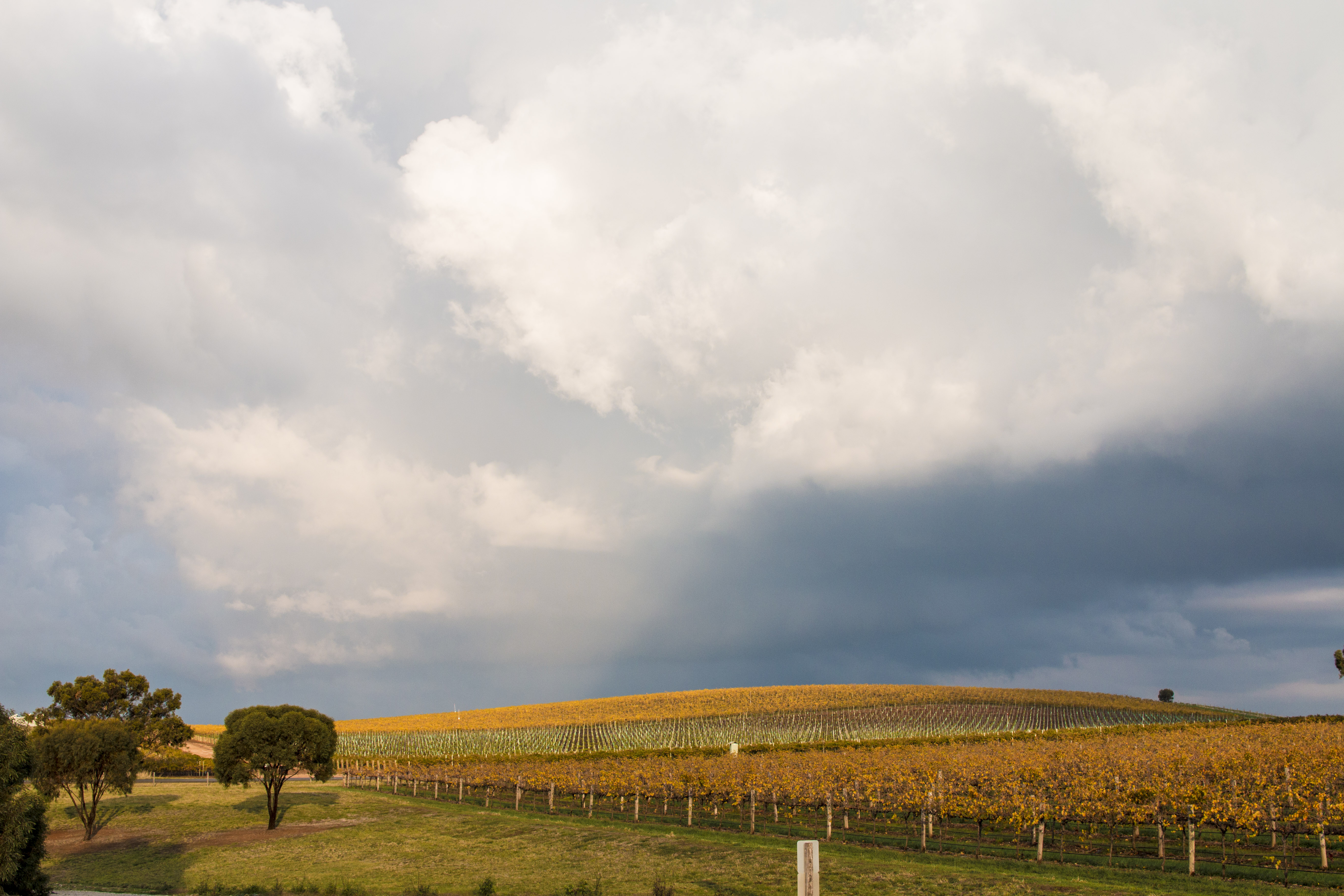
تصویر پاییز تاکستان در کشور استرالیا

مساحت استرالیای جنوبی ۹۸۴۳۷۷ کیلومتر مربع است که چهارمین ایالت بزرگ استرالیا به حساب می‌آید. بلندترین نقطه آن «کوه وودرُف» با ارتفاع ۱۴۳۵ متر و پست‌ترین نقطه آن دریاچه اِیر با ۱۵- متر ارتفاع است. جمعیت استرالیای جنوبی ۱٬۷۸۱٬۵۱۶ نفر است (۲۰۲۱) که پنجمین ایالت پرجمعیت استرالیا محسوب می‌شود. همانند بیشتر ایالتهای استرالیا، نواحی نزدیک به دریا (در جنوب این ایالت) سرسبز و آباد است و نیمه شمالی آن خشک و تقریباً خالی از سکنه است. بیشترین جمعیت در مرکز آن، آدلاید و دره‌های منتهی به ساحل جنوبی یا کناره‌های رود مورای زندگی می‌کنند. اقتصاد استرالیای جنوبی بیشتر بر پایه کشاورزی است و گوشت، گندم، پشم و شراب فراورده‌های عمده این ایالت هستند.

## شهرها
شهرهای ایالت استرالیای جنوبی و جمعیت آنها در سال ۲۰۲۱
- آدلاید - ۱٬۴۰۲٬۳۹۳
- مونت بارکر - ۳۹٬۲۱۷
- ماونت گمبیر -۲۷٬۶۴۲
- گاولر - ۲۵٬۳۰۴
- وایالا - ۲۱٬۸۶۸
- مورای بریج - ۲۱٬۶۴۴
- پورت پیری - ۱۷٬۲۸۲
- پورت لینکُلن - ۱۶٬۳۰۷
- ویکتور هاربور - ۱۶٬۱۳۹
- پورت آگوستا - ۱۳٬۸۲۹
- جزیره کانگورو - ۴٬۸۹۴
- رنمارک - ۴٬۷۰۵
- سدونا - ۳٬۶۵۱
- هاهندورف - ۲٬۸۱۴
- گولوا - ۲٬۵۵۸
- ناراکورت - ۲٬۳۹۵
- کوبر پدی - ۱٬۵۶۶
- روب - ۱٬۵۴۲

## دانشگاه‌ها
- دانشگاه آدلاید
- دانشگاه استرالیای جنوبی
- دانشگاه فلیندرز